# Andrew Crofts
Pour les articles homonymes, voir Crofts.
Andrew Lawrence Crofts est un footballeur international gallois, né le 29 mai 1984 à Chatham, en Angleterre. Il évolue au poste de milieu de terrain.

## Biographie
Le 19 mars 2016, Crofts est prêté à Gillingham.
Le 22 juillet 2016, il s'engage avec Charlton Athletic.
Le 26 juin 2018, il rejoint Newport County.

## Statistiques
| Saison    | Club                     | Pays                | Championnat        | Coupes nationales | Sélection Pays de Galles |
| --------- | ------------------------ | ------------------- | ------------------ | ----------------- | ------------------------ |
| 2000-2001 | Gillingham               | Championship        | 1 match            | -                 |                          |
| 2001-2002 | Gillingham               | Championship        | -                  | -                 |                          |
| 2002-2003 | Gillingham               | Championship        | -                  | 1 match           |                          |
| 2003-2004 | Gillingham               | Championship        | 8 matchs           | 1 match           | -                        |
| 2004-2005 | Gillingham               | Championship        | 27 matchs / 2 buts | 1 match           | -                        |
| 2005-2006 | Gillingham               | League One          | 45 matchs / 3 buts | 6 matchs / 1 but  | 3 matchs                 |
| 2006-2007 | Gillingham               | League One          | 43 matchs / 8 buts | 4 matchs / 1 but  | 3 matchs                 |
| 2007-2008 | Gillingham               | League One          | 41 matchs / 4 buts | 2 matchs          | 6 matchs                 |
| 2008-2009 | Gillingham               | League Two          | 9 matchs           | 2 matchs          | -                        |
| 2008-2009 | Peterborough United      | League One          | 9 matchs           | -                 | -                        |
| 2008-2009 | Wrexham                  | Conference National | 16 matchs / 1 but  | 2 matchs          | -                        |
| 2009-2010 | Brighton and Hove Albion | League One          | 44 matchs / 5 buts | 6 matchs / 2 buts | 1 match                  |
| 2010-2011 | Norwich City             | Championship        | 44 matchs / 8 buts | -                 | 4 matchs                 |
| 2011-2012 | Norwich City             | Premier League      | 24 matchs          | 2 matchs          | 6 matchs                 |
| 2012-2013 | Brighton & Hove Albion   | Premier League      | 4 matchs           | -                 | 1 match                  |